# Информално учење
Информално учење је свако учење које није ни формално образовање ни неформално учење, попут самосталног учења или учења из искуства. Информално учење је организовано другачије од формалног и неформалног учења јер нема постављени циљ у смислу исхода учења и углавном није намерно са становишта ученика. За ученике то укључује хеуристичку изградњу језика, социјализацију, културу и игру. Информално учење је раширени феномен учења у току ког се учи кроз учешће и где долази до стварања знања, за разлику од традиционалног погледа на учење усредсређеног на учитеља и стицање знања.
Израз је, међутим, често повезан са неформалним учењем и самоусмереним учењем. Широко се користи у контексту корпоративног образовања и образовања у вези са повратом улагања. Такође се широко користи када се односи на научно образовање, у вези са грађанском науком или неформалним научним образовањем. Заједничко значење неформалног и информалног учења објашњава механизме учења који се одвијају изван подручја традиционалних програма вођених од стране инструктора, нпр. читање одабраних књига, учествовање у програмима за самостално учење, случајно увежбавање вештина, тражење савета од вршњака или учешће у активностима заједнице.

## Карактеристике
Информално учење може имати следеће карактеристике:
- Обично се одвија изван образовних установа;
- Не следи одређени наставни план и програм и често није професионално организован, већ настаје случајно, спорадично, у одређеним ситуацијама;
- Није нужно педагошки планирано, систематски у складу са фиксним предметима, тестом и квалификованом оријентацијом, већ је то несвесна или случајна активност, повезана са проблемима и везана за стварне животне ситуације;
- Доживљава се директно у својој „природној” функцији свакодневног живота.
- Често је спонтана и креативна.
- Кључна је компонента алтернативног система учења - учења путем посматрања и понављања[2].

## Историја
У међународним дискусијама, концепт информалног учења, који је Џон Дјуи већ користио у раној фази свог рада, а касније га је прихватио и Малком Ноулс, доживео је препород, посебно у контексту развојне политике. У почетку је информално учење било ограничено само од формалног школског учења и неформалног учења на курсевима. Марсикова и Воткинс прихватају овај приступ и иду корак даље у својој дефиницији. Оне почињу са организационим обликом учења и називају оне процесе учења информалним, који нису неформални или нису формално организовани, а не финансирају их институције. Пример ширег приступа је Ливингстонова дефиниција која је оријентисана на аутодидактично и самоусмерено учење и посебан нагласак ставља на самодефинисање процеса учења од стране ученика.

## Разлике између информалног и неформалног учења
Главни чланак: неформално учење
Информално учење се често меша са неформалним учењем. Неформално учење се често користило за описивање организованог учења изван формалног образовног система, било да је оно краткорочно, добровољно или сл.Међутим, они обично имају наставни план и програм, а често и водитеља.Као што је наведено на страници неформалног учења, неформално учење може се приметити у различитим структурисаним ситуацијама учења, као што су часови пливања за малу децу, спортски или фитнес програми, професионални семинари конференцијског типа и др.

## Друга перспектива
Мериам и сарадници наводе: "информално учење има своје унутрашње форме које је важно разликовати у проучавању ове појаве. Они предлажу три облика: самостално учење, случајно учење и социјализацију, односно тацитно учење. Они се међусобно разликују у смислу намерности и свести у тренутку искуства учења, на пример, самоусмерено учење је намерно и свесно; случајно учење, које Марсикова и Воткинс описују као случајни нуспродукт обављања друге активности, је ненамерно, али након обављања активности постајемо свесни да се неко учење одвија; и на крају, социјализација или тацитно учење није ни намерно ни свесно (премда касније можемо постати свесни овог „ретроспективног препознавања“ У новије време,Бенет је проширила ову концептуализацију, препоручујући четири начина информалног учења:
1. самоусмерено, које је свесно и намерно,
2. случајно, свесно и ненамерно,
3. тацитно, које мења социјализацију и оно је несвесно и ненамерно, и
4. интегративно, што је несвесно и намерно[7].

Ослањајући се на имплицитну обраду литературе, даље је дефинисала интегративно учење као „процес учења који комбинује намерну и несвесну обраду тацитног знања са свесним приступом учењу менталних слика“ и дала је теорије је два могућа под-процеса: пребацивање знања и сублимација знања, који описују ограничени приступ ученика тацитном знању.

## У америчким домородачким заједницама
Људи у многим домородачким заједницама Америке често уче кроз посматрање и учествовање у свакодневном животу својих заједница и породица. Барбара Рогоф, професорка психологије, и њене колеге описују начине на које деца у домородачким заједницама могу учити посматрањем и учествовањем у активностима заједнице, и жељом да дају свој допринос испуне улоге и стекну осећај припадности у својој заједници. Ова искуства учења ослањају се на дечију укљученост у заједницу и њихову пажњу. Овај облик информалног учења омогућава деци да сарађују у друштвеним подухватима, што им пружа прилику да уче укључујући се у заједницу.
Информално учење се у неким културама и заједницама одвија кроз процесе социјализације. Учење посматрањем и понављањем је информални модел учења који се често виђа у многим домородачким заједницама Америке.Децу је могуће видети заједно са одраслима у многим свакодневним активностима у заједници. Пример је поступак у ком деца уче пољопривредне активности тако што су присутна и доприносе када је то могуће.Треба истаћи сопствену иницијативу деце и преузимање одговорности за извршавање задатака у корист домаћинстава. Многе домородачке заједнице пружају деци могућности самосталног кретања и омогућавају истраживање и образовање без родитељске присиле. Колаборативни допринос је веома значајан и цењен. И деца и одрасли активно су укључени у заједничке напоре. Њихове улоге ученика и стручњака су флексибилне, и посматрач активно учествује. Информални начини учења укључују праксе попут посматрања, искуственог учења и науковања.
Дечји рад, уз комбиновање са игром, заузима важно место у времену и развоју америчке домородачке деце. Интеракција Навахо девојчица које помажу мајци у ткању и која на крају постају самостални мајстори сама илуструје како дететово присуство и како му доступност ових активности омогућавају да научи кроз посматрање. Деца почињу на периферији, посматрајући и имитирајући оне око себе, пре него што се преселе у центар активности под надзором и вођством. Пример двогодишње мексичке девојке која је учествовала у ископавању рупа са својом мајком истиче дечију иницијативу да помогну. Рад је део дечијег развоја од ране доби, почевши од једноставних задатака који се спајају са игром и развијају до различитих врста корисних послова. Околности свакодневне рутине стварају могућности за културно смислене активности и осетљиве интеракције од којих зависи дететов развој.
Деца у Никарагви често ће научити да обрађују земљу или ће постати улични продавачи проматрајући друге појединце у својој заједници.Ове активности пружају дјеци могућност учења и развоја кроз облике социјалног учења који се састоје од свакодневних искустава, а не из намерног наставног плана и програма, а садрже уобичајена окружења у којима се дешава социјална интеракција и понашање деце. Информално учење деце у америчким староседилачким заједницама може се одвијати на послу на којем се очекује да деца дају свој допринос.

## Невербална комуникација као средство учења
У погледу културолошке разлике између традиционалне аутохтоне америчке и европско-америчке средње класе, преваленца невербалне комуникације може се посматрати као зависна од дефиниције достигнућа сваке културе. Често се у култури средње класе успех у школском и радном окружењу постиже практиковањем конкурентности и радом за личну корист. Пракса учења и подучавања традиционалних домородачких Американаца углавном даје предност хармонији и сарадњи над личним добицима. Да би се постигло међусобно поштовање у учењу, невербална комуникација је оно на шта се често ослањају у култури домородаца.
Невербална комуникација у домородачким заједницама ствара путеве знања посматрајући, а затим и радећи. Пример где се невербално понашање може користити као средство учења може се видети у њиховој култури. Деца из ове заједнице уче о узгоју усева посматрајући акције и поштовање одраслих према земљи. Они уче да је брига о њиховим усевима од виталног значаја за њихов раст и успех заједнице. Слично томе, када деца учествују у ритуалима, уче важност да буду део заједнице гледајући како сви међусобно комуницирају. Ово опет не захтева експлицитну вербалну комуникацију, ослања се само на посматрање света око себе. Ова дешавања не вербализује очекивања експлицитно. Ново знање се не објашњава већ се доживљава кроз моделовано понашање у корист заједнице.

## Истраживање и подаци
Мериам и сарадници наводе: „студије информалног учења, посебно оних који говоре о пројектима самоусмереног учења одраслих, откривају да је више од 90 процената одраслих укључено у стотине сати информалног учења. Такође је процењено да већина (до 70 процената) учења на радном месту није неформална, мада бизнис и индустрија годишње троше милијарде долара на формалне програме обуке. Већина компанија које пружају обуку тренутно је укључена само у формална страна континуума. Већина данашњих инвестиција је на формалној страни. Нето резултат је да компаније троше највише новца на најмањи део - 25%. Осталих 75% учења догађа се док ученик креативно "усвоји и прилагоди се променљивим околностима". Неформални део једначине није само већи, већ је кључан да научите како нешто радити. И формално и информално учење сматрају се интегралним процесима виртуалног развоја људских ресурса, при чему је информално учење јачи облик. У Великој Британији, влада је формално препознала предности информалног учења у Белој књизи „Револуција у учењу“ објављеној 23. марта 2009.
Истраживања су потврдила да су се 40% одраслих људи у неком тренутку сами научили, а испитаници су у анкети показали да имају двоструко већу вероватноћу да у будућности учествују у самосталном учењу него у традиционалном.Просечна одрасла особа проводи 10 сати недељно (500 сати годишње) на информално учећи.
Програми формалне обуке имају ограничен успех у повећању основних вештина за појединце старије од 25 година, стога се ти појединци углавном ослањају на обуку на радном месту. Иако су стопе формалног образовања порасле, многим одраслим особама које улазе у свет рада недостају основне математичке, вештине читања и међуљудске вештине које „неквалификована“ радна снага захтева. Линије између формалног и информалног учења су замагљене због већих стопа похађања факултета. Највећа пораст становништва за ручну или нискоквалификовану радну снагу је код појединаца који су похађали факултет, али нису стекли диплому.

## Искуства и примери
Информално знање је информација која није екстернализована. На пример, у случају усвајања језика, мајка може дете научити основним појмовима граматике и језика код куће, пре него што дете уђе у формални образовни систем.У таквом случају, мајка тацитно разуме језичке структуре, синтаксу и морфологију, али можда није експлицитно свесна шта је то. Она разуме језик и своје знање преноси на потомство.
Други примери информалног преноса знања укључују тренутну размену порука, спонтано дописивање на интернету, телефонски позив некоме ко има потребне информације, представљање новог производа, разговор са техничаром који вас води кроз поступак поправке или састанка са вашим додељеним ментором или менаџером.

## Резиме
Целоживотно учење, како је дефинисано у ОЕЦД, укључује комбинацију формалног, неформалног и информалног учења. Од ове три, информално учење је можда најтеже квантификовати или доказати, али остаје важно за укупни когнитивни и друштвени развој појединца током целог животног века.